# Santi Massaguer i Malleu
Santi Massaguer i Malleu (Palafrugell, Baix Empordà 18 d'octubre de 1950 - ibíd., 26 d'abril de 2013) fou un periodista català. Director d'una oficina de La Caixa durant molts anys, va compaginar aquesta tasca professional amb el periodisme. El 1968 va entrar com a aprenent a la Revista de Palafrugell, sota la direcció de Josep Guilló. Durant la dècada del 1960 i 1970 va ser corresponsal a Palafrugell per diverses publicacions, com Los Sitios, El Correo Catalán, Tele-Exprés, Avui i El Periódico. Els anys 1970 va contribuir en la constitució de la Biblioteca Josep Pla, juntament amb l'historiador Josep Badia Homs, l'activista cultural Francesc Alsius i el mateix escriptor.
El 1979 va participar en la fundació del diari El Punt, on va ser el primer corresponsal a Palafrugell, junt amb Josep Bofill Blanch. Al mateix diari va ser membre dels consell editorial, columnista i defensor del lector de 2001 a 2005. També va publicar articles periodístics en altres publicacions, com la Revista de Girona, el suplement Presència o la Revista de Palafrugell.
Va ser un dels autors de l'anuari Crònica d'un any des del seu naixement, i va publicar el llibre Vint anys de democràcia a Can Bech, en què feia un repàs dels primers vint anys d'ajuntaments democràtics a Palafrugell. També va impulsar del llibre Revista de Palafrugell 1962-2012, editat amb motiu del cinquantè aniversari de la publicació. Molt vinculat a la vida cultural i social de la seva vila, va ser un dels fundadors de la societat Edicions Baix Empordà, juntament amb els promotors culturals Joaquim Turró, Marià Júdez i Paco Dalmau. El 2007 va substituir Paulí Martí en la direcció de la Revista de Palafrugell. Amb l'entrada del nou equip directiu, va començar un redisseny de la publicació, canviant-ne alguns criteris, tant estilístics com informatius i de continguts. Va morir el 26 d'abril de 2013 als 62 anys després d'una llarga malaltia.
El desembre de 2013 se li va atorgar el Premi Peix Fregit a títol pòstum. El 2015 Edicions Baix Empordà i la Revista de Palafrugell van crear el Premi d'Articles Periodístics Santi Massaguer en el seu honor.